# David Ricardo Loiola da Silva
David Ricardo Loiola da Silva (Teresina, 21 dicembre 2002) è un calciatore brasiliano, difensore del Botafogo.

## Carriera
David Ricardo ha iniziato la sua carriera con la Fluminense-PI con cui ha debuttato il 18 aprile 2021 nell'incontro del Campionato Piauiense pareggiato 0-0 contro il 4 de Julho. Il 17 ottobre dello stesso anno ha segnato il suo primo gol, in Copa do Nordeste contro l'Imperatriz.
Nel marzo 2022 è stato ceduto in prestito al Ceará, che lo ha inizialmente assegnato alla seconda squadra. Ha debuttato in prima squadra l'11 maggio nell'incontro di Coppa del Brasile vinto 2-0 contro il Tombense ed il 6 ottobre ha giocato per la prima volta in Série A nel pareggio per 1-1 contro il Goiás. A fine dicembre il trasferimento al club bianconero è diventato definitivo.

## Statistiche

### Presenze e reti nei club
Statistiche aggiornate al 18 maggio 2025.
| Stagione        | Squadra         | Campionato      | Campionato | Campionato | Coppe nazionali | Coppe nazionali | Coppe nazionali | Coppe continentali | Coppe continentali | Coppe continentali | Altre coppe | Altre coppe | Altre coppe | Totale | Totale | Totale |
| Stagione        | Squadra         | Comp            | Pres       | Reti       | Comp            | Pres            | Reti            | Comp               | Pres               | Reti               | Comp        | Pres        | Reti        | Pres   | Reti   |        |
| --------------- | --------------- | --------------- | ---------- | ---------- | --------------- | --------------- | --------------- | ------------------ | ------------------ | ------------------ | ----------- | ----------- | ----------- | ------ | ------ | ------ |
| 2021            | Fluminense-PI   | PD/PI           | 7          | 0          | -               | -               | -               | -                  | -                  | -                  | CdN         | 1           | 1           | 8      | 1      |        |
| 2022            | Fluminense-PI   | PD/PI           | 2          | 0          | CB              | 0               | 0               | -                  | -                  | -                  | -           | -           | -           | 2      | 0      |        |
| Totale carriera | Totale carriera | Totale carriera | 9          | 0          |                 | 0               | 0               |                    | -                  | -                  |             | 1           | 1           | 10     | 1      |        |
| 2022            | Ceará           | PD/CE+A         | 0+5        | 0          | CB              | 1               | 0               | -                  | -                  | -                  | -           | -           | -           | 6      | 0      |        |
| 2023            | Ceará           | PD/CE+B         | 6+30       | 1+1        | CB              | 2               | 0               |                    | -                  | -                  | CdN         | 9           | 1           | 47     | 3      |        |
| 2024            | Ceará           | PD/CE+B         | 6+33       | 1+1        | CB              | 1               | 0               |                    | -                  | -                  | CdN         | 6           | 1           | 46     | 3      |        |
| Totale Ceará    | Totale Ceará    | Totale Ceará    | 12+68      | 2+2        |                 | 4               | 0               |                    | -                  | -                  |             | 15          | 2           | 99     | 6      |        |
| 2025            | Botafogo        | A/RJ+A          | 2+4        | 0          | CB              | 1               | 0               | CL                 | 2                  | 0                  | SdB+RS      | 0           | 0           | 9      | 0      |        |
| Totale carriera | Totale carriera | Totale carriera | 95         | 4          |                 | 5               | 0               |                    | 2                  | 0                  |             | 16          | 3           | 118    | 7      |        |

## Palmarès

### Club

#### Competizioni regionali
- Copa do Nordeste: 1

Ceará: 2023

#### Competizioni statali
- Campeonato Cearense: 1

Ceará: 2024